# Jaime Morales Carazo
Jaime René Morales Carazo (Granada, 10 de septiembre de 1936) es un banquero y político nicaragüense, fue Vicepresidente de Nicaragua desde 2007 hasta enero de 2012.
Morales fue un banquero que organizó instituciones económicas en su país hasta 1979. Tras el triunfo de la Revolución Sandinista vivió exiliado en Honduras y en México como opositor al Frente Sandinista de Liberación Nacional (FSLN). 
Organizó la Fuerza Democrática Nicaragüense (FDN), junto con Adolfo Calero y el excoronel G.N. Enrique Bermúdez Varela, como un grupo de los Contras.
En 1993 se convirtió en miembro del Partido Liberal Constitucionalista (PLC) y fue el jefe de campaña de la Alianza Liberal Nicaragüense (ALN), cuyo candidato presidencial era su ahijado Arnoldo Alemán, para las elecciones de 1996. 
En 2002 fue disidente del PLC y en 2006 aceptó la invitación de Daniel Ortega para ser su candidato a vicepresidente en la fórmula presidencial de la alianza "Unida, Nicaragua Triunfa", ganando las elecciones de ese año.

## Condecoraciones
- Gran Cruz de la Orden de los Cinco Volcanes de Guatemala (2011).[2]